# Mahishasaka

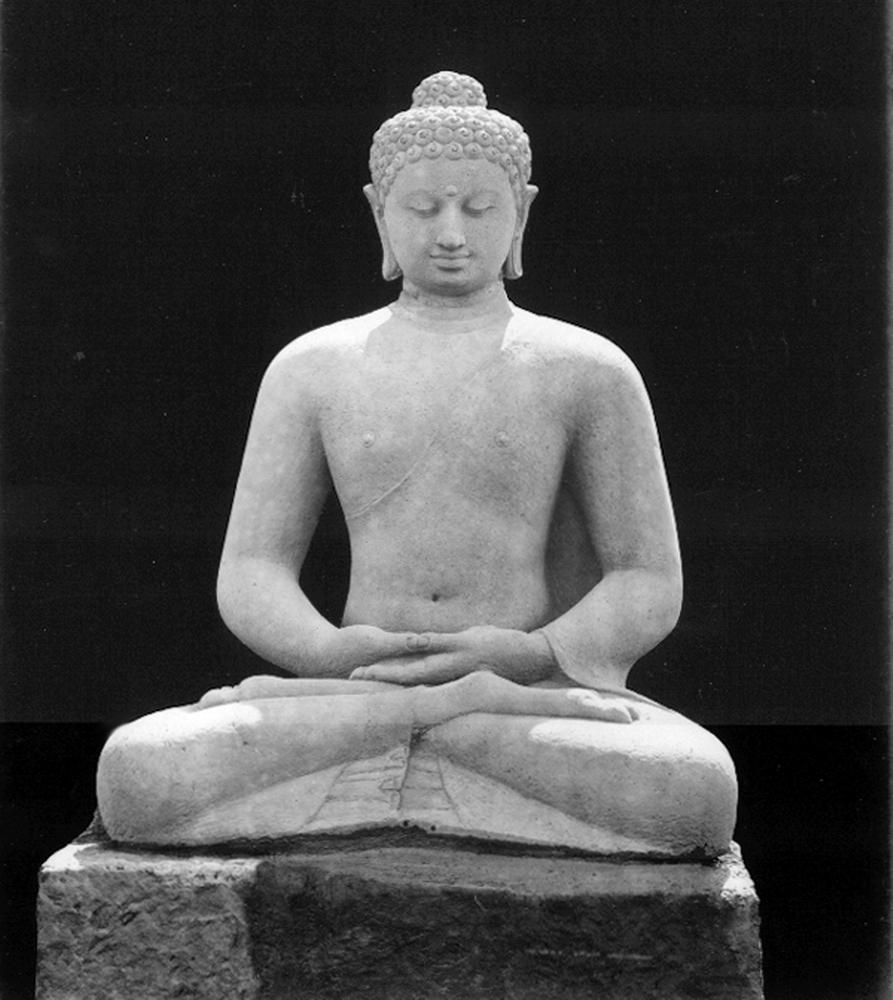
Statue de Buddha Amitabha assis.

Mahishasaka (IAST: Mahīśāsaka ; pāli : Mahimsāsaka) est une école du bouddhisme ancien d'Inde non mahayana qui aurait été créée aux alentours du IIe siècle avant notre ère. Son nom signifie: Gouvernant la terre du fait qu'elle aurait été fondée par un arhat, qui avait été gouverneur de district. Elle appartient à une sous-branche de l'école Sthaviravāda et elle compte parmi les dix-huit écoles bouddhistes anciennes.
D'après G. P. Malalasekera, l'école Mahishasaka s'est divisée par la suite en deux : l'école Sarvāstivāda et l'école Dharmaguptaka.